# Ryszard Fidelski
Ryszard Fidelski, ps. Burda (ur. 2 lutego 1916 w Motowidłówce, zm. 1 maja 2004) – polski lekarz wojskowy, pułkownik Wojska Polskiego, naukowiec, hematolog, immunolog, patomorfolog, specjalista medycyny sądowej, jeden ze współorganizatorów i wieloletni wykładowca Wojskowej Akademii Medycznej w Łodzi, uczestnik kampanii wrześniowej, żołnierz Armii Krajowej.

## Życiorys
Urodził się w Motowidłówce w rodzinie lekarza. Po zakończeniu wojny polsko-bolszewickiej przedostał się wraz z rodziną do Polski i zamieszkał w Poznaniu. W 1936 roku zdał maturę w Gimnazjum im. Adama Mickiewicza w Poznaniu i rozpoczął studia na Wydziale Lekarskim Uniwersytetu Warszawskiego, jako podchorąży Centrum Wyszkolenia Sanitarnego. We wrześniu 1939 roku, jako sierżant podchorąży, z ukończonymi trzema latami studiów lekarskich, otrzymał przydział oficera sanitarnego w jednym z pociągów sanitarnych podległych Dowództwu Okręgu Korpusu nr II w Lublinie. W toku działań dołączył do Samodzielnej Grupy Operacyjnej „Polesie”, gdzie pełnił funkcję lekarza w 5 pułku ułanów zasławskich. Po bitwie pod Kockiem i kapitulacji SGO „Polesie”, 6 października dostał się do niewoli niemieckiej i został skierowany do szpitala PCK w Kielcach. Zwolniony z niewoli w grudniu 1939 roku, przedostał się do Wilna, gdzie przebywali jego rodzice.
W Wilnie pracował jako pomocnik lekarza, asystent profesora Kornela Michejdy i doktora Jana Janowicza. Zaangażował się w działalność konspiracyjną w strukturach Armii Krajowej. Od przełomu lat 1942/1943 był lekarzem pierwszej pomocy oddziałów partyzanckich, pod pseudonimem „Burda”. Po odtworzeniu 77 pułku piechoty, w stopniu podporucznika, był lekarzem 2 batalionu kapitana Jana Borysewicza. W lipcu 1944 roku, jako szef sanitarny Zgrupowania AK „Północ”, wziął udział w operacji „Ostra Brama”.
Po wkroczeniu na Wileńszczyznę wojsk radzieckich, unikając aresztowania przez NKWD, przedostał się do Lublina. W październiku został przyjęty na ostatni rok studiów w Katedrze Medycyny Wojskowej Wydziału Lekarskiego Uniwersytetu Marii Curie-Skłodowskiej. Dyplom lekarski uzyskał w październiku 1945 roku. W stopniu porucznika pracował jako lekarz w Wojskowym Okręgowym Szpitalu w Poznaniu, gdzie zorganizował pierwszą w mieście stację krwiodawstwa. W 1948 roku uzyskał stopień doktora medycyny, po obronie pracy O zatruciach związkami węglowodorów aromatycznych, a w szczególności benzenem, na podstawie badań własnych przypadków, oraz awans na stopień kapitana, rok później tytuł specjalisty w zakresie medycyny sądowej.
W 1953 roku, w rezultacie czystek okresu stalinowskiego, będąc już w stopniu majora, został zwolniony ze służby wojskowej. Po wyjeździe do Katowic, objął tam stanowisko dyrektora Wojewódzkiej Stacji Krwiodawstwa. We współpracy z profesorem Walentym Hartwigiem zorganizował w Katowicach filię Instytutu Specjalizacji i Doskonalenia Kadr Lekarskich. Naukowo zajmował się immunologią. W 1959 roku przyjął propozycję generała Mariana Garlickiego powrotu do służby wojskowej i współpracy w organizacji Wojskowej Akademii Medycznej w Łodzi. Jednocześnie otrzymał awans do stopnia podpułkownika. W 1960 roku uzyskał, jako pierwszy w historii WAM, habilitację na podstawie rozprawy Badania porównawcze nad izolowanymi składnikami układu krzepnięcia krwi i otrzymał stanowisko docenta, kierownika Zakładu Patologii Ogólnej i Doświadczalnej WAM. W latach 1964–1971 pełnił funkcję prodziekana Wydziału Lekarskiego WAM. W 1969 roku uzyskał stanowisko profesora nadzwyczajnego, został także specjalistą II stopnia w zakresie patomorfologii oraz krwiodawstwa i krwiolecznictwa. Odszedł z zawodowej służby wojskowej w 1975 roku, w stopniu pułkownika. Następnie do przejścia na emeryturę w 1992 roku pracował jako kierownik Zakładu Fizjologii i Psychologii Pracy w Instytucie Medycyny Pracy w Łodzi.
Był autorem bądź współautorem 69 publikacji naukowych, opiekunem sześciu habilitacji i promotorem 29 doktoratów, współautorem pierwszego w Polsce podręcznika z dziedziny krwiolecznictwa Zasady leczenia przetaczaniem krwi. Pisał scenariusze do filmów popularnonaukowych. Był współzałożycielem i członkiem Zarządu Głównego Polskiego Towarzystwa Hematologicznego, członkiem Zarządu Głównego i przewodniczącym łódzkiego oddziału Polskiego Towarzystwa Immunologicznego, członkiem Zarządu Głównego Polskiego Towarzystwa Ergonomicznego i wiceprezesem Zarządu Głównego Polskiego Stowarzyszenia Filmu Naukowego, członkiem Rady Naukowej Instytutu Medycyny Pracy. Był także działaczem Związku Byłych Żołnierzy Zawodowych i Oficerów Rezerwy Wojska Polskiego.
Zmarł 1 maja 2004 roku, został pochowany na cmentarzu wojskowym w Łodzi.

## Odznaczenia
- Krzyż Kawalerski Orderu Odrodzenia Polski
- Krzyż Partyzancki
- Złoty Krzyż Zasługi
- Srebrny Krzyż Zasługi
- Medal Zwycięstwa i Wolności 1945
- Medal Komisji Edukacji Narodowej